# Senecio doronicum
Senecio doronicum là một loài thực vật có hoa trong họ Cúc. Loài này được (L.) L. miêu tả khoa học đầu tiên năm 1759.